# Juana Quesada
Juana Quesada (Pilar, Buenos Aires, 1913) fue una activista feminista de Argentina, de ideas anarquistas. Actuó en el seno de la Federación Anarco Comunista Argentina (FACA).

## Biografía

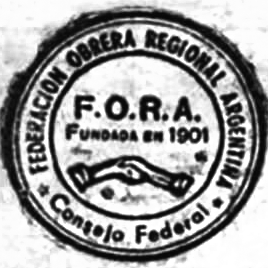
Juana Quesada actuó en el seno de la FORA a partir de la década de 1930.

Juana Quesada fue una activista anarquista, nacida en Pilar, provincia de Buenos Aires en 1913 y criada en una familia obrera de ideas libertarias. Su hermano Fernando Quesada también se destacará como militante anarquista. 
Radicada en la década de 1930 en Bahía Blanca, se integra a la Federación Femenina Antiguerra y luego de 1936, en Ayuda al Pueblo Republicano, una organización de solidaridad con la Segunda República Española, donde se vincula con otras mujeres anarquistas de la época como Carmen Vázquez, Juana y Menchu Garballo, o Mercedes Vázquez.
En 1938 se radicó en Buenos Aires incorporándose a la Federación Anarco Comunista Argentina (FACA), que en 1955 cambia de nombre para denominarse Federación Libertaria Argentina, donde se hizo cargo de la comisión cultural.
En 1942 formó pareja con el conocido anarquista Jacobo Maguid, conocido por sus seudónimos Jacinto Cimazo o Jacinto Macizo, con quien tuvo una hija.
En 1993 participó, junto con su pareja Jacobo Maquid, en la Exposición sobre Anarquismo realizada en Barcelona entre el 27 de setiembre y el 10 de octubre.